# Driekaartlegging
Een driekaartlegging is een kaartlegging in de tarot waarbij gebruikgemaakt wordt van drie kaarten. De bekendste legging is de verleden-heden-toekomst legging waarbij drie kaarten getrokken worden die staan voor de zaken uit het verleden, zaken die in het heden spelen en zaken die zich in de toekomst kunnen voordoen. 
Een overzicht van enkele driekaartleggingen:
| Legging                 |  | Betekenis |
| ----------------------- |  | --- |
| Verleden-heden-toekomst |  | 1. De kaart van het verleden. 2. De kaart van het heden. 3. De kaart van de toekomst.                                                            |
| Daglegging              |  | 1. De kaart voor de dag. 2. Hier moet je alert op zijn. 3. Hier kan je naar uit kijken.                                                          |
| Stemming van de dag     |  | 1. De kaart voor de stemming van de dag. 2. De kaart die de onderbrekingen weergeeft. 3. De kaart voor de positieve resultaten van de dag.       |
| Grootste zwakheid       |  | 1. De kaart voor de huidige zwakheid. 2. De kaart die aangeeft wat je helpt om eroverheen te komen. 3. De kaart die de nieuwe richting aangeeft. |
| Andere prioriteiten     |  | 1. De kaart van de liefde. 2. De kaart voor de carrière. 3. De kaart voor je zelfverbetering.                                                    |
| Geheime ik              |  | 1. De kaart voor je geheime liefde. 2. De kaart voor je geheime haat. 3. De kaart voor je geheime test.                                          |